# Tödlicher Segen
Tödlicher Segen ist ein amerikanischer Slasher-Film aus dem Jahr 1981, bei dem Wes Craven Regie führte. In den Hauptrollen sind Maren Jensen, Sharon Stone und Susan Buckner zu sehen.

## Handlung
Martha und Jim Schmidt leben auf einer abgelegenen Farm namens „Our Blessing“. Die meisten ihrer Nachbarn sind „Hittites“, eine streng religiöse Gemeinschaft, die von Isaiah Schmidt geleitet wird, der jeglichen Umgang mit Nicht-Hittites verbietet. Nachdem er einen Streit zwischen einem Mitglied der Hittites, William Gluntz, und einer anderen, eher künstlerisch veranlagten Nachbarin, Faith Stohler, beendet hat, findet Jim dort das hingeschriebene Wort „Incubus“ an der Wand seiner Scheune vor. Später in der Nacht wird Jim getötet, als sein Traktor plötzlich anspringt und ihn gegen die Wand drückt. Isaiah und andere Hittites nehmen an Jims Beerdigung teil, da er kein Mitglied ihrer Gemeinschaft mehr war; sie halten Martha für einen Incubus, weil sie ihn von ihrer Religion weggebracht hat.
Marthas Freundinnen Lana Marcus und Vicky Anderson besuchen die Farm in der Hoffnung, sie zur Rückkehr nach Los Angeles zu überreden. Während er nachts um Our Blessing schleicht, wird William von einer schwarz gekleideten Gestalt in den Rücken gestochen. Am nächsten Tag bietet Isaiah, der Jims Vater war, Martha auf der Suche nach William an, die Farm zu kaufen, aber sie lehnt wütend ab. Lana wird von der schwarz gekleideten Gestalt fast in der Scheune gefangen gehalten. Als sie entkommt, findet sie Williams Leiche an einem Seil aufgehängt. Der Sheriff rät den drei Freunden, die Stadt zu verlassen, da jemand hinter ihnen her sein könnte. Sie beschließen jedoch zu bleiben. Als Isaiah herausfindet, dass Jims Bruder John sich mit Vicky trifft, verprügelt er ihn und vertreibt ihn. John trifft Vicky vor dem Kino, und sie lässt John mit ihrem Auto fahren, was ihm ein Gefühl von Freiheit gibt. Sie halten am Straßenrand an und beginnen zu knutschen, werden aber von der schwarz gekleideten Gestalt getötet.
Lana, die von beunruhigenden Träumen heimgesucht wird, beginnt zu glauben, dass der Tod sie verfolgt. Martha entdeckt, dass Jims Grab ausgehoben und der Sarg mit Hühnern von der Farm der Stohlers gefüllt wurde. In deren Scheune findet sie Jims Leiche und einen Altar für sie. Johns entfremdete Verlobte Melissa taucht auf, um ein Exorzismus-Ritual zu rezitieren, wird aber von Faiths Mutter Louisa angegriffen. Faith und Louisa, die die Hittites hassen, waren die schwarz gekleideten Gestalten, die sie ermordet haben. Martha kämpft mit ihnen und reißt Faiths Hemd auf, wodurch sie sich als ein Mann entpuppt, der in Martha verliebt ist. Sie verfolgen Martha bis nach Our Blessing. Dort tötet Lana Louisa und eine zu spät kommende Melissa ersticht Faith. In religiösem Eifer bedroht Melissa als nächstes Martha, aber ein noch später eintreffender Isaiah versichert ihr, dass der Bote des Incubus bereits getötet wurde.
Am nächsten Tag kehrt Lana nach LA zurück. Obwohl Jims Geist versucht, sie zu warnen, bricht der Incubus durch den Boden und schleppt Martha in die Hölle.

## Hintergrund
- Regisseur Wes Craven und die Produzenten Jon Peters und Peter Guber hatten komplett gegensätzliche Vorstellungen zur Umsetzung der Thematik. Letztendlich führten die Streitereien zu einem ganz anderen Ende, das Wes Craven missfiel.[1]
- Für die beiden Schauspielerinnen Maren Jensen und Susan Buckner war Tödlicher Segen die letzte Arbeit an einem Film. Maren Jensen erkrankte nach dem Film am Chronischen Fatigue-Syndrom, weshalb sie ihre Schauspielkarriere beendete.
- Mick von Thrill & Kill merkte an, dass der Film starke Einzelszenen enthalte, die Klischees der 80er etablierten, bevor andere Filme sie aufgriffen. Vielleicht bestes Beispiel ist eine Badewannenszene, in der ganz im Stile der berühmten, aber Jahre später entstandenen NIGHTMARE-Sequenz die Bedrohung zwischen den ins Wasser getauchten Beinen einer Frau auftauche.[2]

## Produktion
Der Film wurde in Waxahachie, Texas, gedreht. Der Schauspieler Michael Berryman hatte zuvor mit Craven bei The Hills Have Eyes zusammengearbeitet und eine ähnliche Figur gespielt.
Universal Pictures, der damalige Hauptvertrieb für PolyGram Filmproduktionen, entschied sich, das fertige Projekt nicht zu übernehmen; stattdessen wurde es von United Artists in die Kinos gebracht und war der letzte United Artists-Film, welcher der Transamerica Corporation gehörte, nachdem er am 28. Juli 1981 von Metro-Goldwyn-Mayer übernommen worden war.

## Kritik
Oscar-Preisträger Ernest Borgnine wurde bei diesem Film für einen Razzie Award als „Schlechtester Nebendarsteller“ nominiert.
Tödlicher Segen wurde von den Kritikern schlecht aufgenommen. Auf der Kritiker-Website Rotten Tomatoes hat der Film derzeit eine 33%ige Zustimmung, basierend auf 9 Kritiken mit einer durchschnittlichen Bewertung von 4,70/10.
AllMovie bezeichnete den Film als letztlich enttäuschend, schrieb aber, dass er „genug Exzentrik und stilistische Schnörkel hat, um ihn für Fans von altem Horror lohnenswert zu machen“. „Regisseur Wes Craven sei hier in einer Übergangsphase zwischen seinem knallharten Frühwerk und seinen späteren kommerziellen Erfolgen.“
Time Out schrieb: Tödlicher Segen ist kein sehr guter Film, aber er zeigt deutlich, dass Craven bald in der ersten Reihe der Horrorfilm-Regisseure stehen wird" und nannte ihn „ein hervorragendes Beispiel für ein banales Projekt, das von seinem Regisseur in einen recht schmackhaften Genrefilm verwandelt wurde.“
Christoph Petersen von Filmstarts gab dem Film in seiner Kritik 3,5 von 5 Sternen und sah darin einen extrem wirkungsvollen Südstaaten-Slasher von Horror-Altmeister Wes Craven, der die fundamentalistischen Ansichten der Glaubensgemeinschaft effektiv in seine Story einflechtet. Als Dreingabe gibt es den ersten größeren Kinoauftritt des späteren Hollywood-Superstars Sharon Stone.

## Heimkino
Am 22. Januar 2013 veröffentlichte Shout! Factory für den US-amerikanischen Markt eine Collector’s Edition des Films auf Blu-ray und DVD unter der Lizenz von Universal Studios.
In Deutschland brachte Plaion Pictures den Film erstmalig am 8. Juli 2016 auf Blu-ray und DVD im Mediabook heraus. Am 8. Juni 2017 erschien der Film auch einzeln auf Blu-ray und DVD.